# Уилсон, Бетти
Бетти Энтри Уилсон (англ. Bettie Antry Wilson, урождённая Резерфорд; 13 сентября 1890 — 13 февраля 2006, Нью-Олбани, США) — американская долгожительница, которая на момент своей смерти была третьим старейшим полностью верифицированным человеком в мире, после Марии Эстер де Каповильи и Элизабет Болден.

## Биография
Бетти Энтри Резерфорд родилась 13 сентября 1890 года в округе Бентон, штат Миссисипи, в семье бывших рабов Соломона и Делии Резерфорд. Она была младшей среди девяти братьев и сестёр. Бетти самостоятельно научилась читать и писать. 
В браке с Руфусом Роджерсом она родила сына Вилли. После смерти Руфуса, в 1922 году Бетти вышла замуж за преподобного Дьюи Уилсона, и родила ещё 2 детей. Они оставались женатыми в течение 72 лет вплоть до его смерти в возрасте 93 лет.
В последующие годы госпожа Уилсон дала интервью в Университете Миссисипи и в Университете штата Джорджия. Её воспоминания в настоящее время являются частью архива устной истории в Университете Миссисипи. Говорят, что трость миссис Уилсон была вырезана вручную рабами. Бетти Уилсон была показана в книге 2005 года "Мудрость самых старых людей в мире" Джерри Фридмана.
Бетти Уилсон умерла от сердечной недостаточности 13 февраля 2006 года. Она пережила своего сына Вилли Роджерса. Бетти умерла всего за три дня до смерти ещё одной долгожительницы из Миссисипи, Сьюзи Гибсон, которая умерла 16 февраля 2006 года, также в возрасте 115 лет.

## Рекорды долголетия
- Является старейшим жителем штата Миссисипи за всю историю.
- Входит в список 40 старейших людей в мире.

## См.также
- Список старейших людей в мире;
- Список старейших женщин;
- Долгожитель.